# Tengen (speltillverkare)
Tengen var en tillverkare av spel till olika spelkonsoler bl.a. till Atari, Nintendo och Sega. Företaget Tengen startades av Atari Games (Ataris arkadspelsavdelning) för att kunna lansera Atari Games spel på hemdatorer och spelkonsoler, vilket Atari Games själva inte kunde efter klyvningen av Atari i en arkad- och en hemavdelning. Tengen gjorde bl.a. spel till Nintendo Entertainment System, men ville inte följa de strikta regler som Nintendo ställde på tillverkare av spel till deras konsol. Efter att ha släppt tre officiellt licensierade spel fortsatte Tengen med att släppa spel på egen hand sedan de lyckats arbeta sig runt den inbyggda spärr som finns i varje konsol och spel tillverkad av Nintendo. Spel som saknar officiell licens från Nintendo är svarta till färgen. Tengen tillsammans med Atari Games och Time Warner interactive group blev år 1994 ett företag, Time Warner interactive.

## Lista över spel släppta av Tengen

### Nintendo Entertainment System
Tengen har valt att göra flera av dessa kassetter svarta till färgen till skillnad från den vanligtvis grå färg som Nintendo brukar ge dem.
- After Burner
- Airball
- Alien Syndrome
- Fantasy Zone
- Gauntlet
- Hard Drivin'
- Indiana Jones and the Temple of Doom
- Klax
- License to Kill
- Ms. Pac-Man
- Pac-Man
- Pac-Mania
- Police Academy
- R.B.I. Baseball
- R.B.I. Baseball 2
- R.B.I. Baseball 3
- Road Runner
- Rolling Thunder
- Shinobi
- Skull & Crossbones
- Super Sprint
- Tetris
- Toobin
- Xybots

### Super Nintendo Entertainment System
- Pac-in-Time
- Race Drivin'

### Sega Master System
- Pac-Mania
- Rampart

### Sega 32X
- R.B.I. Baseball '95

## Lista över spel utvecklade av Tengen

### Nintendo Entertainment System
- After Burner
- Gauntlet
- Hard Drivin'
- Marble Madness
- R.B.I. Baseball
- Road Runner
- Shinobi

### Nintendo Game Boy
- Marble Madness
- Pit Fighter

### Sega Master System
- PGA Tour Golf